# Válka v Jugoslávii
Jugoslávské války byly sérií samostatných, ale souvisejících etnických konfliktů, válek za nezávislost a povstání, které probíhaly v SFR Jugoslávii v letech 1991 až 2001. Konflikty vedly až k rozpadu Jugoslávie, který začal v polovině roku 1991, na šest nezávislých zemí odpovídajících šesti entitám známým jako republiky, které dříve tvořily Jugoslávii: Slovinsko, Chorvatsko, Bosna a Hercegovina, Černá Hora, Srbsko a Makedonie (nyní nazývaná Severní Makedonie). Konstituční republiky SFR Jugoslávie vyhlásily nezávislost kvůli nevyřešenému napětí mezi etnickými menšinami v nových zemích, které přiživovalo války. Většina konfliktů skončila mírovými dohodami, které zahrnovaly plné mezinárodní uznání nových států, ale vyústily i v obrovský počet mrtvých a také ve vážné ekonomické škody v regionu.
Během počátečních fází rozpadu Jugoslávie se Jugoslávská lidová armáda (JNA) snažila zachovat jednotu jugoslávského národa potlačením všech republikových vlád. Stále více se však dostávala pod vliv Slobodana Miloševiće, jehož vláda se dovolávala srbského nacionalismu jako ideologické náhrady slábnoucího komunistického systému. V důsledku toho JNA začala ztrácet Slovince, Chorvaty, kosovské Albánce, Bosňáky a Makedonce a fakticky se stala bojovou silou pouze Srbů a Černohorců. Podle zprávy Organizace spojených národů (OSN) z roku 1994 srbská strana neměla za cíl obnovit Jugoslávii; místo toho chtělo vytvořit „Velké Srbsko“ z částí Chorvatska a Bosny. Jiná iredentistická hnutí byla také uvedena do souvislosti s jugoslávskými válkami, jako např. „Velká Albánie“ (z Kosova, myšlenka opuštěna po mezinárodní diplomacii) a „Velké Chorvatsko“ (z částí Hercegoviny, opuštěné v roce 1994 Washingtonskou dohodou).
Jugoslávské války, často popisované jako jeden z nejsmrtelnějších ozbrojených konfliktů v Evropě od druhé světové války, byly poznamenány mnoha válečnými zločiny, včetně genocidy, zločinů proti lidskosti, etnických čistek a masového válečného znásilňování. Bosenská genocida byla první evropskou válečnou událostí, která byla od vojenských kampaní nacistického Německa formálně klasifikována jako genocidní, a mnoho klíčových osob, které ji spáchaly, bylo následně obviněno z válečných zločinů; Mezinárodní trestní tribunál pro bývalou Jugoslávii (ICTY) byl založen OSN v nizozemském Haagu za účelem stíhání všech jednotlivců, kteří se během konfliktů dopustili válečných zločinů. Podle Mezinárodního centra pro přechodnou spravedlnost si jugoslávské války vyžádaly smrt 140 000 lidí, zatímco Centrum humanitárního práva odhaduje nejméně 130 000 obětí. Během jejich desetiletí dlouhého trvání vyústily konflikty ve velké uprchlické a humanitární krize.

## Příčiny
Na počátku jednotlivých jugoslávských válek byly vzrůstající neshody mezi jednotlivými republikami a autonomními oblastmi socialistické federace. Zásadními problémy Jugoslávie byla zhoršující se hospodářská situace, vzedmutí nacionalismu, ale také pocit ztráty pozic v zahraniční politice, kterou si Jugoslávie vydobyla za dob maršála Tita (například úloha Jugoslávie v Hnutí nezúčastněných zemí).

### Hospodářská situace
Počátkem osmdesátých let se již začalo ukazovat, že ekonomické problémy Jugoslávie nejsou dočasného charakteru. Rostla nezaměstnanost, což vyústilo v sociální nepokoje a stávkovou vlnu, která byla v roce 1988 srovnávána s poměry v Polsku. Jugoslávie měla také velký zahraniční dluh, k jehož splácení využívala krátkodobých úvěrů. Měna byla devalvována, od čehož si političtí představitelé slibovali zlepšení situace exportérů, a tak možnost snížení státních subvencí do vývozu, v realitě však došlo k opaku. Jugoslávie se dostávala do situace, kdy bylo složité najít partnery, kterým by nedlužila.
Zemi začala sužovat pádivá inflace a i navzdory zmražení cen docházelo k jejich růstu, klesala průmyslová výroba i hrubý společenský produkt.
Potřebná reforma Svazového výkonného výboru SFRJ (vlády) pak narážela na odpor Srbska, Slovinska a po nástupu Tuđmana i Chorvatska.

### Zvednutí nacionalismu
Po druhé světové válce byla Jugoslávie budována na principu bratrství a jednoty, kterého bylo používáno také v jugoslávských ústavách, vycházejícího z předpokladu, že veškeré sporné otázky mezi národy a národnostmi byly vyřešeny již v době národně osvobozeneckého boje a že jejich vzájemné současné problémy je možné řešit prostřednictvím konceptu samosprávného socialismu a vzájemného dohadování.
Určité vlny „národnostního uvědomění“ se objevovaly již dříve, avšak ve většině těchto případů stačil zásah Tita. Již rok (1981) po jeho smrti došlo v Kosovu k demonstracím, při nichž bylo voláno po sjednocení všech albánských území. Vzpoura byla nakonec potlačena silou a vyvolala negativní reakce v celé Jugoslávii, nejvyšší svazové orgány nakonec vypracovaly dokument, jak podobným nepokojům předcházet. V této době se postavení Srbů v Kosovu neustále zhoršovalo. Srbové byli stále častěji napadáni ze strany Albánců. Kosovské události vyústily v srbský požadavek centralizace SR Srbsko a eliminaci postavení dvou autonomních oblastí – Kosova a Vojvodiny. Ve Vojvodině se začaly (z iniciativy srbského vedení) organizovat demonstrace proti vedení autonomní oblasti. Za základní dokument velkosrbského nacionalismu bývá považováno Memorandum SANU z roku 1986.
 K určitému zlehčování válečné minulosti začalo docházet také v Chorvatsku.

### Zhroucení pilířů Jugoslávie
Pád Jugoslávie byl usnadněn tím, že symboly jejího fungování zmizely nebo závažně změnily svůj charakter. Svaz komunistů Jugoslávie měl být podle jugoslávské ústavy zárukou bratrství a jednoty, avšak po sjezdu v lednu 1990 došlo k jeho faktickému zániku, kdy sjezd opustili delegáti Slovinska a Chorvatska. Pro Jugoslávskou lidovou armádu to znamenalo problém vzhledem k jejímu všejugoslávskému charakteru. V průběhu let 1989 a 1990 se přitom federální armáda spolu se slábnutím moci předsednictva SFRJ stále více přibližovala politické linii Srbska pod vedením Slobodana Miloševiće.

## Průběh

### Cesta k válce

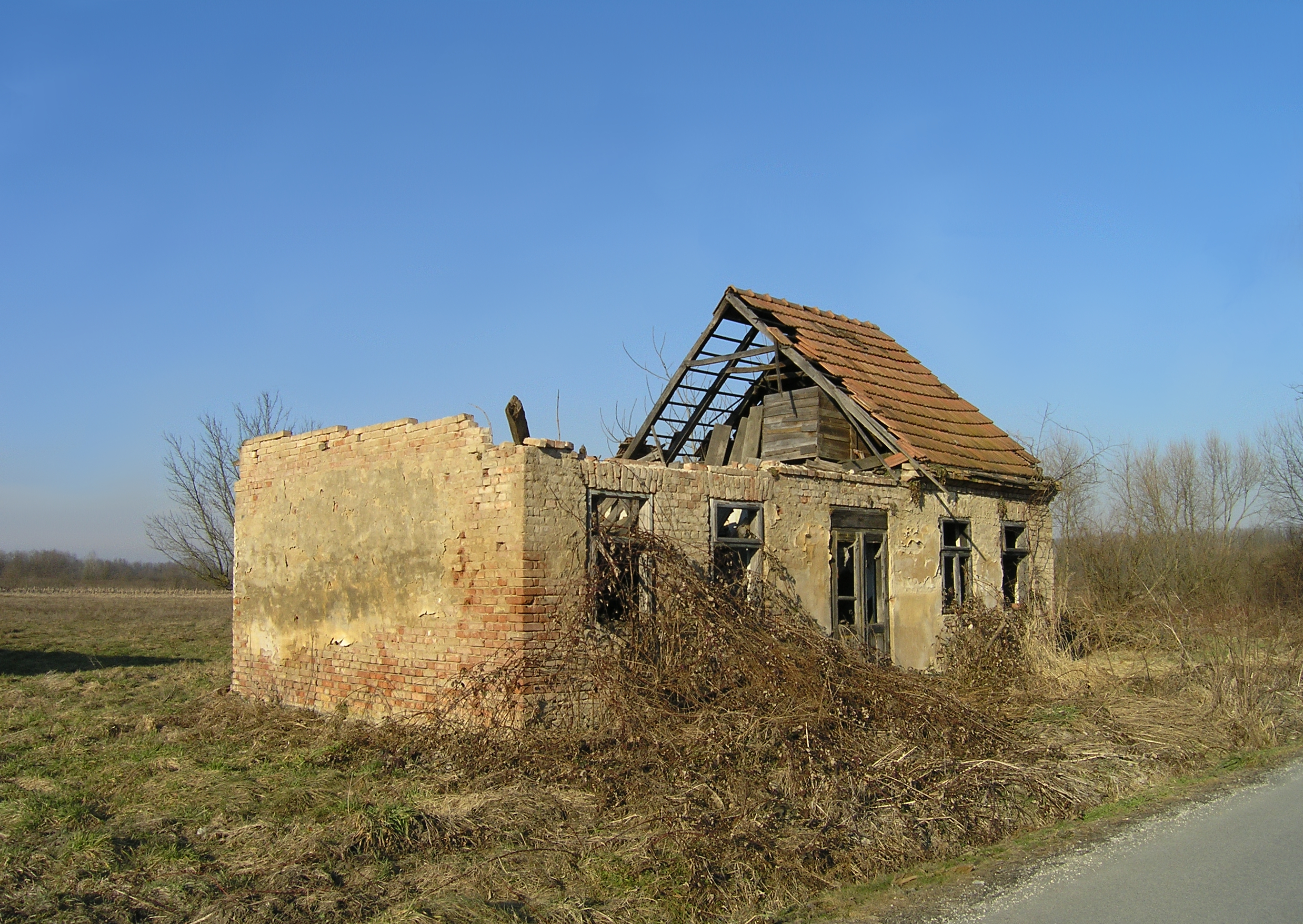
Zničený srbský dům v oblasti Kninu. Pozůstatky války jsou v této oblasti dodnes.

Situace v Jugoslávii se masivně dramatizovala. Všemocný Svaz komunistů Jugoslávie se otřásl v základech již na počátku roku 1990. Ke slovu se v jednotlivých republikách dostávaly politické reprezentace, které akcentovaly především zájmy svých – národnostně chápaných – republik. Dlouhodobě odkládaná politická reforma země se stala již nevyhnutelnou. Na podobě reformy se však jednotlivé reprezentace nedokázaly shodnout.
Skutečnost, že vojenský konflikt může vypuknout, dokládala i existence regionálních ozbrojených sil, tzv. teritoriálních obran, které působily na území všech republik a autonomních oblastí (s výjimkou Kosova, kde byla po roce 1981 TO rozpuštěná). Politická polarizace a vypjatá situace vedly v závěru letní turistické sezóny roku 1990 k vypuknutí tzv. balvanové revoluce v Chorvatsku.
V březnu 1991 se v bývalé Titově lovecké chatě v Karađorđevu ve Vojvodině sešli Slobodan Milošević a Franjo Tuđman. Po vzoru Dohody Cvetković–Maček[zdroj?] z roku 1939 chtěli vyřešit narůstající problémy ve federaci. Jednání v Karađorđevu nevyřešilo eskalující problémy v Chorvatsku, ale obě strany se ujistily, že si nebudou bránit v anexi těch oblastí v Bosně, kde má jejich národ většinu. Samotná jednání později potvrdilo i britské ministerstvo zahraničí. I vzhledem k vývoji situace v Chorvatsku však nedošlo k uplatnění dohody v praxi.
V květnu 1991 se měl funkce ujmout nový předseda Předsednictva SFRJ. Na základě rotačního principu jím měl být chorvatský delegát Stjepan Mesić. 15. května 1991 však delegáti Srbska, Černé Hory, Kosova a Vojvodiny jeho zvolení zablokovali (4 proti 4) a dosavadní předseda Předsednictva Borisav Jović Mesićovi funkci odmítl předat. Vedení předsednictva se ujal koordinátor – kosovský Albánec Sejdo Bajramović. Mesić se předsedou Předsednictva stal až 7. července 1991, na základě Brionské deklarace, se zpětnou platností od 1. července 1991.
V červnu 1991 vyhlásily svou nezávislost Slovinsko a Chorvatsko, v červenci 1991 byla Brionskou deklarací účinnost těchto ústavních aktů odložena o tři měsíce. V říjnu obě republiky opět potvrdily svou vůli již déle nebýt v jugoslávské federaci. V listopadu 1991 SFRJ opustila Socialistická republika Makedonie. V dubnu 1992 byla mezinárodně uznána Bosna a Hercegovina.

### Válka ve Slovinsku

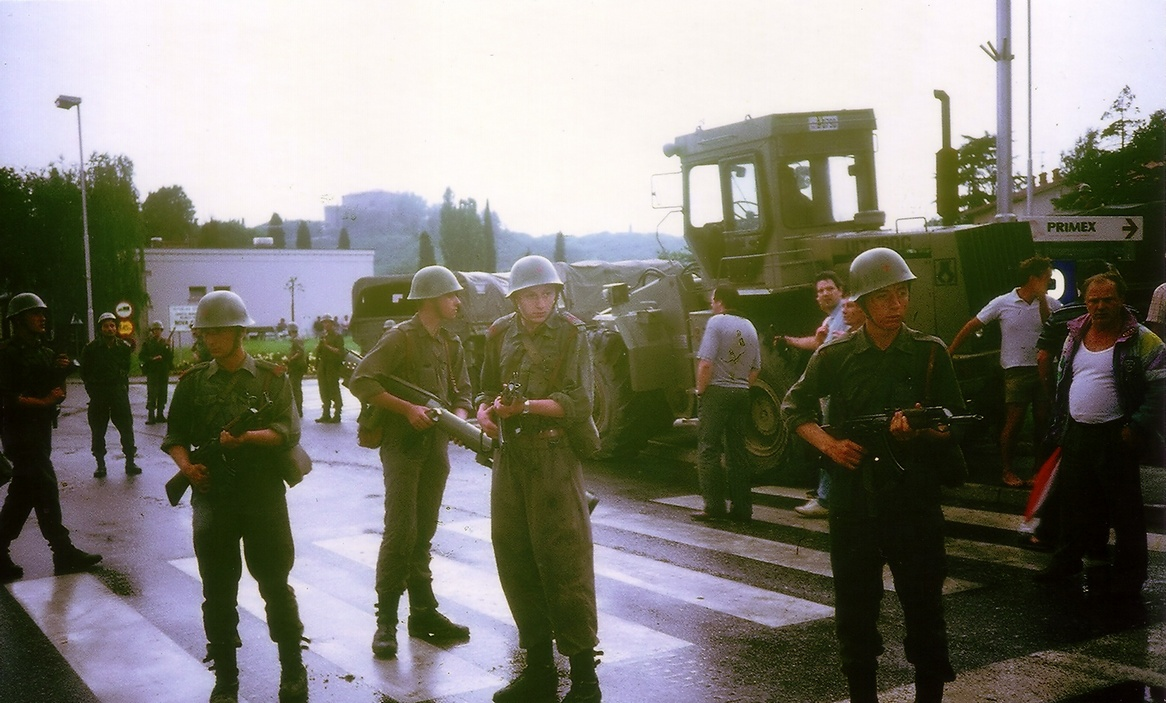
Vojáci Jugoslávské armády obklopení Slovinskými civilisty - fotografie pořízena v roce 1991, těsně před začátkem bojů

Na základě referenda, které se konalo 23. prosince 1990 se pro samostatnost a nezávislost vyjádřilo 88,5 procenta hlasujících, 25. června 1991 přijal slovinský parlament sérii ústavních předpisů, jimiž mimo jiné vyhlásil také slovinskou nezávislost a svrchovanost. Po krátkém vyčkávání vydal předseda Svazové výkonné rady SFRJ Ante Marković rozkaz, aby Jugoslávská lidová armáda zajistila provádění federálních předpisů o přechodu státní hranice Slovinska. Čímž neuznal rozhodnutí slovinského parlamentu a vyslal proti Slovinsku armádu tvořenou z 80 % srbskými důstojníky. Jugoslávská lidová armáda zahájila vojenské operace 27. června v prostoru obce Metlika. Válečný střet mezi slovinskou Teritoriální obranou a Jugoslávskou lidovou armádou byl ukončen Brionskou deklarací. Po uplynutí tříměsíčního moratoria potvrdilo Slovinsko svou vůli být samostatným státem. Poslední vojáci Jugoslávské lidové armády opustili Slovinsko v noci z 25. na 26. října 1991 přes přístav Koper.

### Válka v Chorvatsku

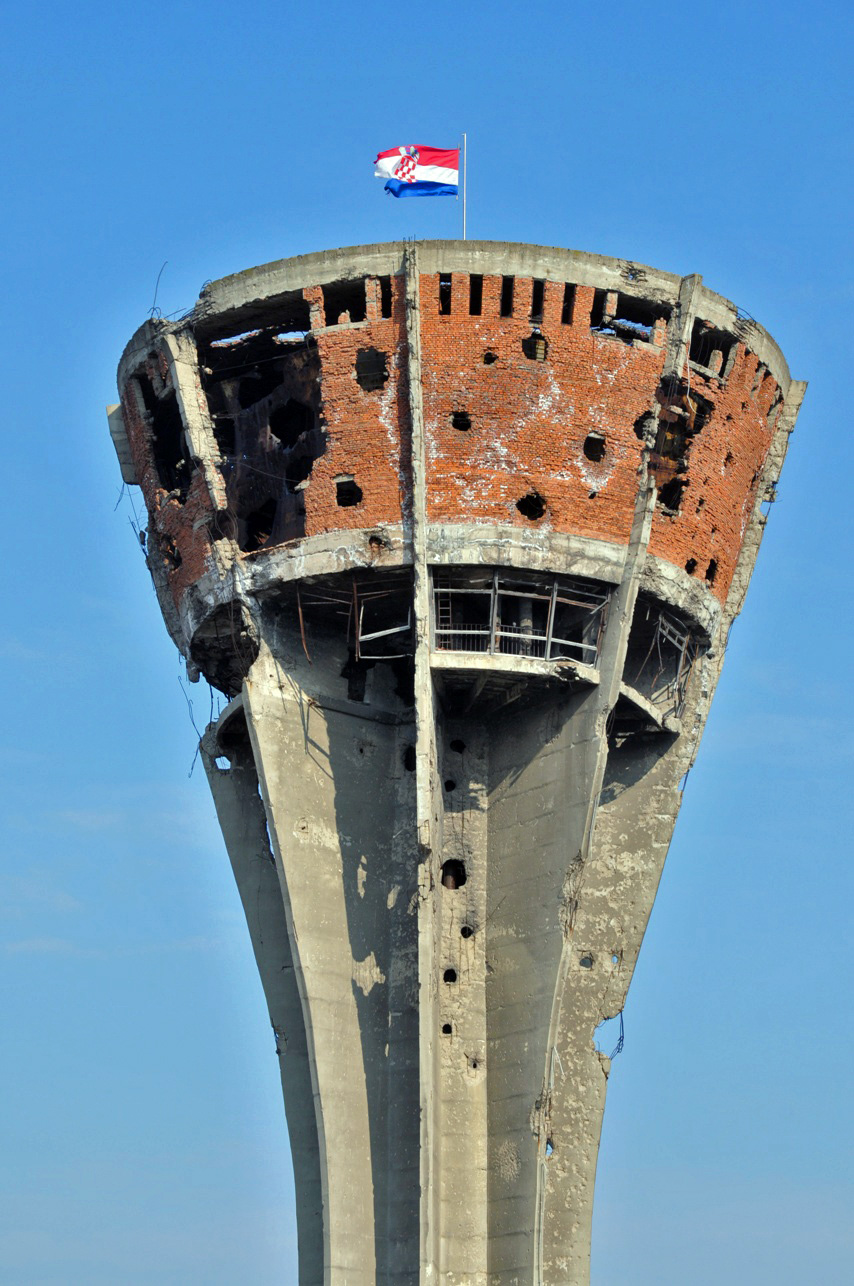
Vukovarská vodárenská věž je dodnes symbolem válečných útrap města

V letech 1991–1995 probíhala Chorvatská válka za nezávislost. Chorvati se rozhodli pro odchod z federace. V referendu z 19. května 1991 se pro nezávislost Chorvatska vyslovilo 94,7 procenta hlasujících. Sněm Republiky Chorvatsko 25. června 1991 vyhlásil nezávislost republiky. Referendum neuznali Srbové žijící na území bývalé Vojenské hranice. S podporou jugoslávské armády, tvořené převážně Srby, Srbové tuto část Chorvatska během několika měsíců trvající války ovládli. K významným bitvám patří dobytí Vukovaru (srbské vítězství) a obléhání Dubrovníku (chorvatské vítězství). Na podzim 1991 se fronta stabilizovala, došlo k uzavření příměří, které měly kontrolovat jednotky OSN (nikdy nebylo stoprocentně dodržováno) a Jugoslávská lidová armáda se pod mezinárodním diplomatickým tlakem stáhla. Krajinští Srbové vyhlásili nezávislou republiku Srbská krajina s hlavním městem Knin a prezidentem Milanem Martićem, loajální k srbsko-černohorské Jugoslávii. Chorvatské území obývané převážně etnickými Srby mělo rozlohu přes 17 000 km² a chorvatské vedení nechtělo dopustit vznik nově vyhlášené republiky Srbská krajina. Během let 1992–1994 obě strany příměří porušovaly, Srbové ostřelovali chorvatská města a Chorvati zase podnikli několik menších ofenziv, dostali se i do střetu s kanadskými vojáky OSN, došlo tedy pouze k částečnému uklidnění situace. Po selhání OSN proběhla v srpnu 1995 rozhodující chorvatská ofenzíva „Oluja“ (Bouře), která ukončila vzájemné čistky. V rukou Srbů se udržela po roce 1995 jen provincie východní Slavonie, která byla pod správou OSN až do roku 1998. Bylo vyhnáno zhruba 200 tisíc Srbů, vypáleno a vyrabováno 600 domů. Vyhnání Srbů se neobešlo bez excesů na obyvatelstvu. 

### Válka v Bosně a Hercegovině

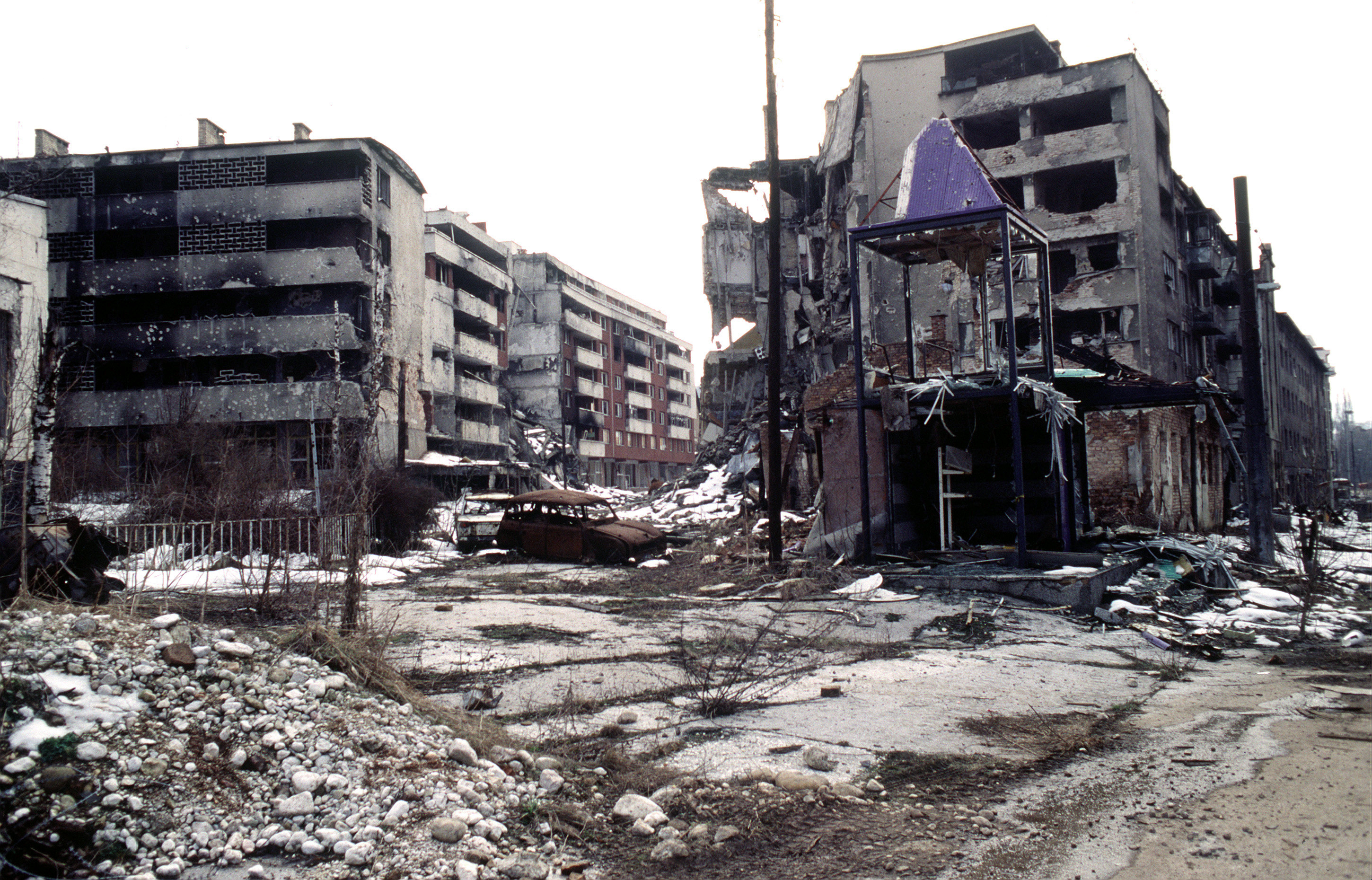
Sarajevské předměstí Grbavica

Současně probíhala válka v Bosně a Hercegovině (1992–1995). Začala poté co se v referendu z 1. března 1992 rozhodlo 99,7 procenta hlasujících o vytvoření samostatného státu, což srbská strana neakceptovala a poslala do země armádu. Právě tato válka byla nejzuřivější a nejničivější. A to především kvůli tomu, že zde bylo obyvatelstvo národnostně velmi smíšené, bojové linie chaotické a snahy etnicky vyčistit příslušné kusy území tudíž veliké. V této části jugoslávské války bojoval prakticky každý s každým. Po úvodní fázi konfliktu se spojili bosenští Chorvati a muslimové (Bosňáci) do federace, v jejímž čele stanul Alija Izetbegović, zatímco srbským obyvatelstvem zde byla vyhlášena Republika srbská, jejímž prezidentem se stal Radovan Karadžić.
Vzhledem k vysokohorskému povrchu většiny bosenského území měla válka charakter pozičních střetů a bojů o jednotlivé důležité výšiny a města. Klíčovým střetem se stala bitva o město Brčko, ležící v průsmyku podél řeky Sávy spojujícím západní oblasti Bosny se srbským územím na východě. Zde se Srbům podařilo prolomit protivníkovy linie a udržet koridor umožňující přísun zásob a posil z vlastního Srbska. Během těchto střetů došlo na obou stranách k masovým vraždám, z nichž největší spáchali Srbové na muslimech, vojácích i civilistech a vojácích 28. divize, zajatých v enklávě Srebrenica. Oficiální čísla Srebrenického masakru hovoří o 8000 muslimských obětech.
Součástí občanské války se staly i boje mezi Chorvaty a Bosňáky, jejichž tichým mementem byl Chorvaty zničený Starý most v Mostaru. Ačkoliv stále navenek trvalo „manželství z rozumu“ mezi těmito dvěma etniky, probíhaly i zde navzájem urputné boje, doprovázené masakry, kterých se na bosenské straně účastnili i zahraniční mudžáhidové. Po dobytí podstatné části území Bosny a Hercegoviny Chorvaty se postavení bosenských Srbů zhoršilo a docházelo k jejich vyhánění. Muslimsko-chorvatská federace ovládla jihozápad země. Válku ukončila uzavření míru v roce 1995, sjednaná s představiteli Svazové republiky Jugoslávie. Rozdělení země bylo provedeno podle situace na frontě ke konci války, přičemž silně zvýhodněni byli Chorvati,[zdroj⁠?!] kteří smlouvou získali ve svůj prospěch pohraniční úpravy na několika sporných místech. V zemi jsou dosud přítomné mezinárodní mírové síly NATO.

### Válka v Kosovu

Budova Generálního štábu v Bělehradě po bombardování NATO

Posledním dějstvím války byla válka v Kosovu, konflikt mezi Srby a Albánci, jejichž vztahy se od počátku 90. let zhoršovaly. Když byla v roce 1995 podepsána Daytonská dohoda, která uznala Svazovou republiku Jugoslávii v jejich dosavadních hranicích, tedy včetně Kosova i přesto, že v referendu z 30. září 1991 rozhodlo 99 procenta hlasujících o vytvoření samostatného státu. Roku 1997 vypukla v Kosovu občanská válka mezi UÇK a ozbrojenými silami Svazové republiky Jugoslávie (jugoslávská armáda /tvořené převážně Srby/, policie a srbské paravojenské oddíly). V průběhu války docházelo k oboustrannému teroru na civilním obyvatelstvu i k oboustrannému vyhánění lidí z domovů. Podle posledních informací zahynulo v tomto období 2 až 2,5 tisíce Albánců[zdroj⁠?!]. V září zasedala Rada bezpečnosti OSN i vedení NATO, které 13. října 1998 dalo Miloševičovi ultimátum, aby stáhl svá vojska z Kosova. V únoru a březnu 1999 byla zahájena jednání mezi Srby a Albánci, která však skončila fiaskem s ohledem na podmínky Rambouilletské smlouvy, podle níž se Kosovo mělo postupně osamostatnit. Od března do června 1999 se do války zapojila NATO na straně kosovských Albánců. Území Srbska bylo více než 3 měsíce intenzivně bombardováno, po této vojenské akci skončila válka v Kosovu. Poté v roce 2000 až 2001 se střety již v mnohem menší míře přesunuly do sousední Republiky Makedonie, kde byly ukončeny po dosažení politických ústupků.

## Následky
Po ukončení bojů byly velké části bývalé Jugoslávie těžce poškozeny. Následky etnických čistek pocítila nejvíce Bosna a Hercegovina, území bývalé Srbské Krajiny a Kosovo. Tato území se nevzpamatovala dodnes. Přestože se vlády nových států snaží již mnoho let o obnovu těchto oblastí vlastními silami, to mnohdy nestačí a tak jim pomáhají i bohatší, západní státy.

### Mezinárodní trestní tribunál pro bývalou Jugoslávii
Před mezinárodním trestním tribunálem byli z válečných zločinů obviněni tito vůdci:
- Slobodan Milošević – srbský a jugoslávský prezident (zemřel na infarkt během procesu),
- Ante Gotovina – chorvatský generál stíhaný za vyhnání Srbů ze Srbské Krajiny (prvoinstančně odsouzen ke 24 letům vězení, odvolacím tribunálem však zbaven všech obvinění),
- Radovan Karadžić – vůdce bosenských Srbů v době války 24. března 2016 odsouzen ke čtyřiceti letům nepodmíněně na základě deseti prokázaných obvinění včetně srebrenického masakru, odvolací soud rozhodl dne 20. března 2019 o zpřísnění trestu na doživotí
- Ratko Mladić – generál armády Republiky srbské obviněn z organizace Srebrenického masakru (v roce 2017 odsouzen k doživotí),
- Ramuš Haradinaj – bývalý velitel kosovské UÇK a bývalý kosovský premiér (prvoinstančně zbaven všech obvinění, odvolací tribunál případ vrátil k novému projednání, v novém procesu opět zbaven všech obvinění),
- Naser Orić – bývalý bosenský důstojník, který velel bosenským vojskům v oblasti Srebrenice (prvoinstančně odsouzen ke 2 rokům vězení, odvolacím tribunálem však zbaven všech obvinění),
- Biljana Plavšićová – bývalá prezidentka Republiky srbské v Bosně a Hercegovině (odsouzena k 11 letům vězení, propuštěna po odpykání 2/3 trestu),
- Goran Hadžić – bývalý prezident Republiky srbská Krajina v Chorvatsku (proces zastaven, zemřel 12. července 2016 na nádor mozku).